# Lophothericles carinifrons
Lophothericles carinifrons är en insektsart som först beskrevs av Karsch 1889.  Lophothericles carinifrons ingår i släktet Lophothericles och familjen Thericleidae. Inga underarter finns listade i Catalogue of Life.